# Kuppandahalli, Mulbagal
Kuppandahalli là một làng thuộc tehsil Mulbagal, huyện Kolar, bang Karnataka, Ấn Độ.